# NGC 6062B
NGC 6062B is een spiraalvormig sterrenstelsel in het sterrenbeeld Hercules. Het hemelobject werd op 20 juni 1884 ontdekt door de Franse astronoom Édouard Jean-Marie Stephan.

## Synoniemen
- MCG 3-41-122
- IRAS 16041+1954
- PGC 57146